# Nimatron
Vous lisez un « bon article » labellisé en 2016.
Le Nimatron est un ordinateur, parfois simplement considéré comme une machine, qui permet de jouer au jeu de Nim, présenté lors de l'Exposition Universelle de New York de 1939-1940. Conçu durant l'hiver 1939 par Edward Condon dans le seul but de divertir, c'est un ordinateur numérique composé de relais électromécaniques qui permet l'allumage de quatre lignes de sept ampoules. Chaque joueur peut éteindre une ou plusieurs d'entre-elles dans n'importe quelle ligne, puis la machine joue à son tour et ainsi de suite. Le dernier à éteindre une lumière a gagné.
L'accueil de la machine lors de la foire est un succès et près de 100 000 parties sont jouées. Malgré ce succès, Condon considère le Nimatron comme l'un des plus grands échecs de sa carrière du fait qu'il n'a pas décelé le potentiel de la machine. C'est le premier ordinateur dédié uniquement au jeu et le premier ordinateur dédié au jeu de Nim, mais son impact sur les ordinateurs digitaux et les jeux sur ordinateur est négligeable. Le Nimatron reste totalement oublié. John Bennett s'en serait néanmoins inspiré pour concevoir le Nimrod, une machine similaire considérée comme l'un des précurseurs du jeu vidéo, en 1951.

## Développement

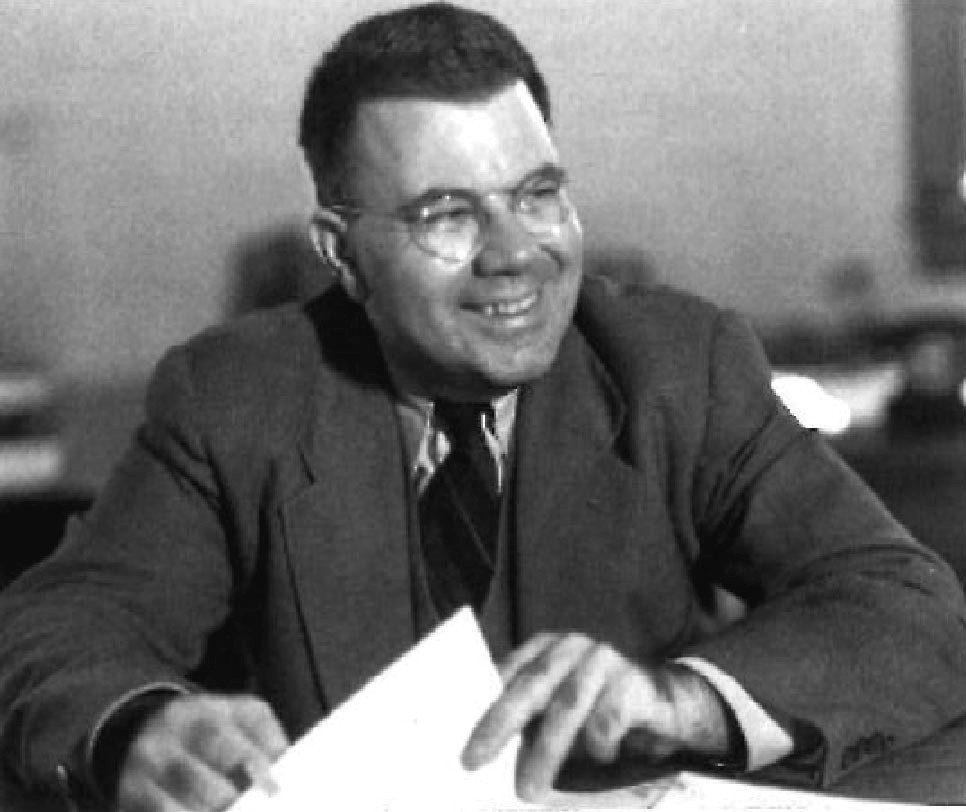
Edward Condon, l'inventeur du Nimatron.

Le Nimatron est conçu durant l'hiver 1939 par Edward Condon, un physicien nucléaire américain, pionnier de la mécanique quantique. En 1937, il est employé chez Westinghouse Electric où il devient directeur associé de la recherche. L'idée de réaliser une machine permettant de jouer au jeu de Nim lui vient quand il se rend compte que les mêmes circuits d'étalonnage utilisés dans les compteurs Geiger peuvent être utilisés pour représenter les chiffres définissant l'état d'un jeu. Le Nimatron, destiné à animer l'exposition de Westinghouse à l'Exposition Universelle de New York de 1939-1940, est construit chez Westinghouse avec l'assistance de G.L.Tawney et W.A. Derr. C'est un ordinateur numérique non-programmable, parfois simplement considéré comme une machine, qui intègre des relais électromécaniques, et pèse plus d'une tonne,,. Condon souligne que le Nimatron ne sert pas, comme les autres machines de l'époque, à vanter une technologie, mais a uniquement pour but le divertissement, sauf si c'est pour démontrer comment une série de relais électromécaniques peut réaliser une décision en accord avec une règle mathématique simple. Condon dépose une demande de brevet aux États-Unis le 26 avril 1940 et l'obtient le 24 septembre de la même année. La machine est incluse dans un grand meuble surplombé d'un cube proposant sur quatre faces la réplique du jeu en cours grâce à des séries d'ampoules, ce qui permet aux spectateurs aux alentours de suivre la partie. Condon développe une fonctionnalité permettant de ralentir l'ordinateur lorsqu'il joue, dans le but de ne pas frustrer ses opposants humains qui mettent plus de temps à réfléchir leurs coups. Alors qu'il lui faut une fraction de seconde pour jouer, ce délai laisse croire que la machine est en train de penser. D'après Condon, cela pourrait être la première fois qu'un ordinateur est délibérément ralenti. Le Nimatron ne peut jouer qu'un nombre limité de stratégies, ce qui le rend battable, contrairement à ce qu'ont pu soutenir certains joueurs lors de la Foire internationale.

## Système de jeu
Chaque partie du jeu de Nim exige la présence de deux joueurs, chacun exécutant un coup à son tour. Le Nimatron comporte quatre lignes verticales de sept ampoules et une fonctionnalité qui permet de décider de la quantité de voyants utilisés durant la partie. Le joueur peut éteindre une ou plusieurs lumières dans n'importe quelle ligne, puis la machine joue à son tour et ainsi de suite. Le dernier à éteindre une lumière a gagné. La machine délivre à chaque gagnant un jeton avec l'inscription « Nim Champ ».

## Exposition

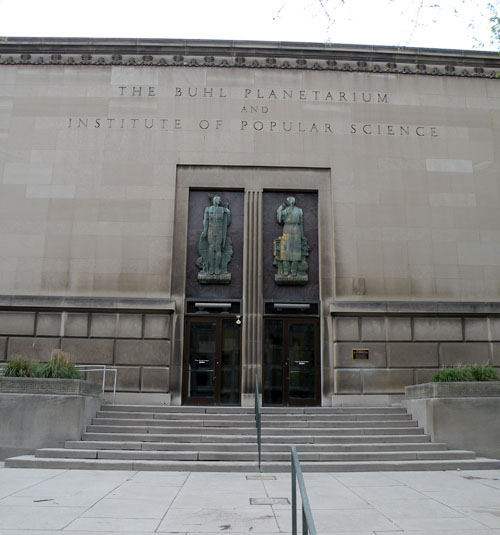
Le Nimatron est conservé à partir de 1940 pour une période limitée au Buhl Planetarium and Institute of Popular Science Building à Pittsburgh aux États-Unis.

Le Nimatron est présenté lors de l'Exposition Universelle de New York de 1939-1940 et c'est un succès,,. Lors de la foire, environ 100 000 parties sont jouées dont 90 000 sont gagnées par le Nimatron,. Un article de The Christian Science Monitor compare le langage binaire utilisé par le Nimatron à des méthodes de comptage encore utilisées par des tribus anciennes en Australie, dans le détroit de Torrès ou en Nouvelle-Guinée. Dans son récit qui retrace la Foire internationale de New York, The New York Times compare le Nimatron avec une des nouveautés comme Elsie the Cow, l'icône publicitaire de l'entreprise Borden.

## Postérité
Le Nimatron est le premier ordinateur dédié uniquement au jeu et le premier ordinateur dédié au jeu de Nim, cependant son impact sur les ordinateurs digitaux et les jeux sur ordinateur est négligeable. Le Nimatron est en effet conçu et considéré comme un divertissement et ni Condon ni Westinghouse ne se rendent compte du potentiel de ce qu'ils détiennent. Malgré le succès du Nimatron lors de la Foire internationale, Condon considère cette machine comme le plus grand échec de sa carrière car il n'en avait pas décelé le potentiel sous-jacent qu'il recelait. Le brevet déposé par Condon inclut la description de la représentation des données internes, un concept qui se révèle universellement important dans la révolution informatique à venir. Le Nimatron reste totalement oublié.
John Bennett se serait néanmoins inspiré du Nimatron pour concevoir le Nimrod en 1951, une machine similaire à celle de Condon, considérée comme l'un des précurseurs du jeu vidéo,. Le Nimatron est conservé à partir 1940 pour une période limitée au Buhl Planetarium and Institute of Popular Science Building à Pittsburgh aux États-Unis. En 1941, une version plus évoluée est créée par Raymond Redheffer,,.